# Thyroptera tricolor
Thyroptera tricolor är en fladdermusart som beskrevs av Johann Baptist von Spix 1823. Thyroptera tricolor ingår i släktet sugskålsvingade fladdermöss, och familjen Thyropteridae. IUCN kategoriserar arten globalt som livskraftig.
Inga underarter finns listade i Catalogue of Life. Wilson & Reeder (2005) skiljer mellan tre underarter.
Arten når en kroppslängd (huvud och bål) av 34 till 52 mm, en svanslängd av 24 till 27 mm och en vikt av 3 till 5 g. Den långa täta pälsen har på ovansidan en mörkbrun till rödbrun färg. Undersidan är ljusare till gulaktig. Liksom andra arter av samma släkte har Thyroptera tricolor runda trampdynor på foten och handen som liknar en sugskål. Arten har en kort nos och trattformiga öron som inte är sammanlänkade.
Denna fladdermus förekommer från södra Mexiko till centrala Bolivia och sydöstra Brasilien. I bergstrakter når arten 1800 meter över havet. Habitatet utgörs av fuktiga skogar eller av andra fuktiga landskap med träd.
Individerna vilar vanligen i hoprullade stora blad. Där bildas flockar med två till nio medlemmar. De är aktiva på natten och jagar flygande insekter.